# Phoenix Suns 1997-1998
La stagione 1997-98 dei Phoenix Suns fu la 30ª nella NBA per la franchigia.
I Phoenix Suns arrivarono terzi nella Pacific Division della Western Conference con un record di 56-26. Nei play-off persero al primo turno con i San Antonio Spurs (3-1).

## Roster
| N° | Naz.                   | Ruolo | Sportivo          | Anno | Alt. | Peso |
| -- | ---------------------- | ----- | ----------------- | ---- | ---- | ---- |
|    | Stati Uniti (bandiera) | AC    | Mike Brown        | 1963 | 206  | 117  |
| 1  | Stati Uniti (bandiera) | A     | Cedric Ceballos   | 1969 | 198  | 86   |
| 2  | Stati Uniti (bandiera) | AC    | Mark Bryant       | 1965 | 206  | 111  |
| 3  | Stati Uniti (bandiera) | G     | Rex Chapman       | 1967 | 193  | 84   |
| 4  | Stati Uniti (bandiera) | A     | Dennis Scott      | 1968 | 203  | 104  |
| 4  | Stati Uniti (bandiera) | G     | Brooks Thompson   | 1970 | 193  | 88   |
| 7  | Stati Uniti (bandiera) | G     | Kevin Johnson     | 1966 | 185  | 82   |
| 13 | Canada (bandiera)      | G     | Steve Nash        | 1974 | 191  | 88   |
| 15 | Stati Uniti (bandiera) | AC    | Danny Manning     | 1966 | 208  | 104  |
| 17 | Messico (bandiera)     | AC    | Horacio Llamas    | 1973 | 211  | 129  |
| 18 | Stati Uniti (bandiera) | AC    | Hot Rod Williams  | 1962 | 211  | 98   |
| 20 | Slovenia (bandiera)    | GA    | Marko Milič       | 1977 | 198  | 107  |
| 21 | Stati Uniti (bandiera) | GA    | George McCloud    | 1967 | 198  | 93   |
| 30 | Stati Uniti (bandiera) | AC    | Clifford Robinson | 1966 | 208  | 102  |
| 32 | Stati Uniti (bandiera) | G     | Jason Kidd        | 1973 | 193  | 93   |
| 34 | Stati Uniti (bandiera) | AC    | Antonio McDyess   | 1974 | 206  | 100  |

## Staff tecnico
- Allenatore: Danny Ainge
- Vice-allenatori: Scott Skiles, Donn Nelson (fino al 2 gennaio), Frank Johnson, Roger Reid (dall'8 gennaio)
- Preparatore atletico: Joe Proski
- Assistente preparatore: Aaron Nelson
- Preparatore fisico: Robin Pound